# Церква Святого Миколая (Золочів)
Церква Святого Миколая у Золочеві — пам'ятка архітектури XVI століття, найстаріший храм Золочева, названа на честь святого Миколая Чудотворця. В давнину входила в комплекс оборонних валів Золочева, її називали церквою на валах. Оборонні риси церкви Святого Миколая збереглися донині: товщина стін, віконні отвори.

## Історія
Ймовірно, нинішня церква була збудована на місці старої, свідчить старовинний хрест коло церкви. Такі хрести залишалися на місці, де був престол попередньої церкви — знищеної під час нападів татарських орд, або розібраної для побудови нової.
Від часів заснування будівля церкви зазнавала змін; сучасного вигляду набула після перебудови 1765 року. Кошти на перебудову виділив канівський староста Микола Василь Потоцький, відомий меценат, фундатор будівництва Успенського собору Почаївської Лаври, яка тоді належала отцям Василіянам. У майстернях Почаївського монастиря був виготовлений іконостас для церкви.
Найімовірніше, декоративна різьба належала різцю Антона Штиля, скульптура — розп'яття з прикутими до земної кулі Адамом і Євою, пророки Іван і Мойсей, також путті — Франциска Оленського. Антон Штиль, Франциск Оленський — учні й послідовники майстра Пінзеля — всесвітньо відомого скульптора другої половини XVIII ст., родоначальника львівської школи барокової скульптури.
Друга половина XVIII ст. в сакральному мистецтві витворила цікавий тип іконостаса-вівтаря — своєрідного поєднання традиційного українського іконостаса з латинським вівтарем, де поряд з головними іконами — намісними, празничною — присутні постаті апостолів, пророків, ангелів у скульптурі, також багата декоративна різьба. Такі іконостаси-вівтарі збережені у Святоюрському соборі у Львові, Андріївській церкві в Києві, у церкві Підгорецького монастиря, такий іконостас був в Успенському соборі Почаївського монастиря. Зберігся малюнок Тараса Шевченка, який був замінений у часи панування на цих територіях царської Росії, Московського патріархату. Рештки таких іконостасів можна побачити в музеях. Іконостаси-вівтарі могли собі дозволити лише багаті громади чи монастирі, щедрі меценати. Очевидно, церква св. Миколая у Золочеві мала таких в особі оо. Василіян і Миколи Василя Потоцького. На жаль, нема відомостей про живопис на тогочасному іконостасі (напевно, мусив належати малярам Почаївської майстерні, орієнтованих на Луку Долинського — автора живопису у Святоюрському соборі, окремих не перемальованих зображень в Успенському соборі Почаєва). Ймовірно, автором живопису в іконостасі був художник Юрій Радивиловський.

## Церква з XX століття і донині
На початку XX ст. стараннями отця-доктора, шамбеляна, тодішнього пароха Степана Юрика у церкві святого Миколая проведено реставраційні роботи. До реставрації був залучений художник-монументаліст Модест Сосенко (у сакральному живописі орієнтувався на візантійські зразки, українську традицію). Церкву було розписано у його характерній манері. Модест Сосенко виконав деякі ікони для іконостаса, зокрема: святий Йосафат, святий Андрій Первозваний, писаний з Митрополита Андрея Шептицького, св. Володимир, Ольга, св. Константин, св. Олена, св. Антоній та Феодосій Печерські, св. Кирило і Мефодій, ікони Різдва Христового, Благовіщення.
У радянські часи в церкві св. Миколая розмістили атеїстичний музей. Іконостас було демонтовано та викинуто, рештки врятували музейники. Фрагменти іконостаса зберігалися у фондосховищах Львівської галереї мистецтв, Національного музею у Львові, музею історії релігій.
З 1990 року, від моменту легалізації Української греко-католицької церкви, церква Святого Миколая у Золочеві під опікою оо. Василіян.
Церкву відреставровано. Стараннями ігумена о. Володимира Палчинського проведено капітальний ремонт споруди. З ініціативи ігумена Золочівського монастиря о. Василя Тучапця фахівцями Львівського філіалу Національного науково-дослідного реставраційного центру України відреставровано настінні розписи Модеста Сосенка.
Стараннями ігумена о. Климентія Стасіва у 2001⁣ — ⁣2004 рр. відтворено іконостас.
Церква Святого Миколая у Золочеві належить до тих небагатьох храмів, збережених в Україні, де представлено найкращі зразки сакрального мистецтва різних стилів (у поєднанні не втрачено композиційної єдності).